# Stray Cat Strut
«Stray Cat Strut» — третий сингл американской рокабилли группы Stray Cats, выпущенный 17 апреля 1981 года лейблом Arista Records в Великобритании, где он занял 11 место в чарте синглов Великобритании. Он был взят из дебютного альбома группы 1981 года Stray Cat Strut. В том же году, между прочим, он занял 78 место в чарте US Disco Top 80.
В Америке песня была выпущена как сингл лейблом EMI America Records 11 июня 1982, и вошла в альбом Built for Speed, выпущенном в этом же году. Во время начального релиза Stray Cat Strut не вошла в чарт Billboard Hot 100, заняв 109 место в чарте Bubbling Under Hot 100 Singles в августе 1982. Следующий сингл группы, «Rock This Town», войдя в 10 место, записывающая компания решила переиздать Stray Cat Strut с бо́льшим успехом. Дебютировавшая под 43 местом, это была самая высокая по рейтингу новая песня в чарте Billboard Hot 100 25 декабря 1982 года, поднявшись до 3 места в марте 1983. Клип песни получил широкое распространение в эфире MTV в первые дни канала. Видео состояло из участников группы (и статистов), исполняющих музыку на улице, пока один из недовольных жителей кидает в них предметы. В нём также были сцены из мультика 1949 года Невезучий Черныш.
В октябре 1998 из-за журнала Guitar World, соло Брайана Сетцера из Stray Cat Strut заняло 92 место в списке Top 100 Guitar Solos of All Time.

## История чартов
| Chart (1982-83)              | Peak position |
| ---------------------------- | ------------- |
| Canada RPM Top Singles       | 3             |
| Ирландия (IRMA)              | 8             |
| South Africa (Springbok)     | 30            |
| UK                           | 11            |
| US Billboard Hot 100         | 3             |
| US Billboard Mainstream Rock | 41            |
| US Billboard Disco/Dance     | 78            |
| US Cash Box Top 100          | 3             |

| Chart (1983)         | Rank |
| -------------------- | ---- |
| Canada               | 34   |
| US Billboard Hot 100 | 42   |
| US Cash Box          | 25   |

## Состав
- Брайан Сетцер — вокал, соло-гитара
- Слим Джим Фэнтом — барабаны
- Ли Рокер — бас

## Каверы
Сетцер играл эту песню с его предыдущей группой, Brian Setzer Orchestra, выпустив концертные записи на альбомах Jumpin' East of Java (2001), The Ultimate Collection (2004), Don't Mess with a Big Band (Live!) (2010) и Christmas Comes Alive! (2010).
В 1989 году 1989 испанская рокабилли группа Los Renegados сделала кавер на испанском под названием «Gato de callejón», на которую был сделан кавер в 2006 году мексиканской группой Jack y Los Daniels.
В 2006 году ска-панк группа под названием Reel Big Fish сделала кавер на песню на сборник Go Cat Go! A Tribute to Stray Cats.
Эта песня присутствует в музыкальной игре 2008 года Guitar Hero: On Tour, и была выпущена как скачиваемый контент для Rock Band.